# 津軽ダム
津軽ダム（つがるダム）は、青森県中津軽郡西目屋村、一級河川・岩木川本流上流部に建設されたダムである。
国土交通省東北地方整備局が施工を行う国土交通省直轄ダムで、高さ97.2メートルの重力式コンクリートダム。岩木川総合開発事業の中心事業として岩木川の治水、津軽平野への灌漑、流域都市への水道供給および水力発電を目的とした特定多目的ダム法に基づく特定多目的ダムである。1960年（昭和35年）に完成した目屋ダムのダム再開発事業として、目屋ダム直下流60メートル地点に建設され、2017年（平成29年）4月29日にダムのオープンイベントが行われた。完成に伴い目屋ダムは水没する。ダムによって形成される人造湖は、近くにある白神山地にちなんで津軽白神湖（つがるしらかみこ）と命名された。
土木学会デザイン賞 2018 最優秀賞 受賞

## 地理

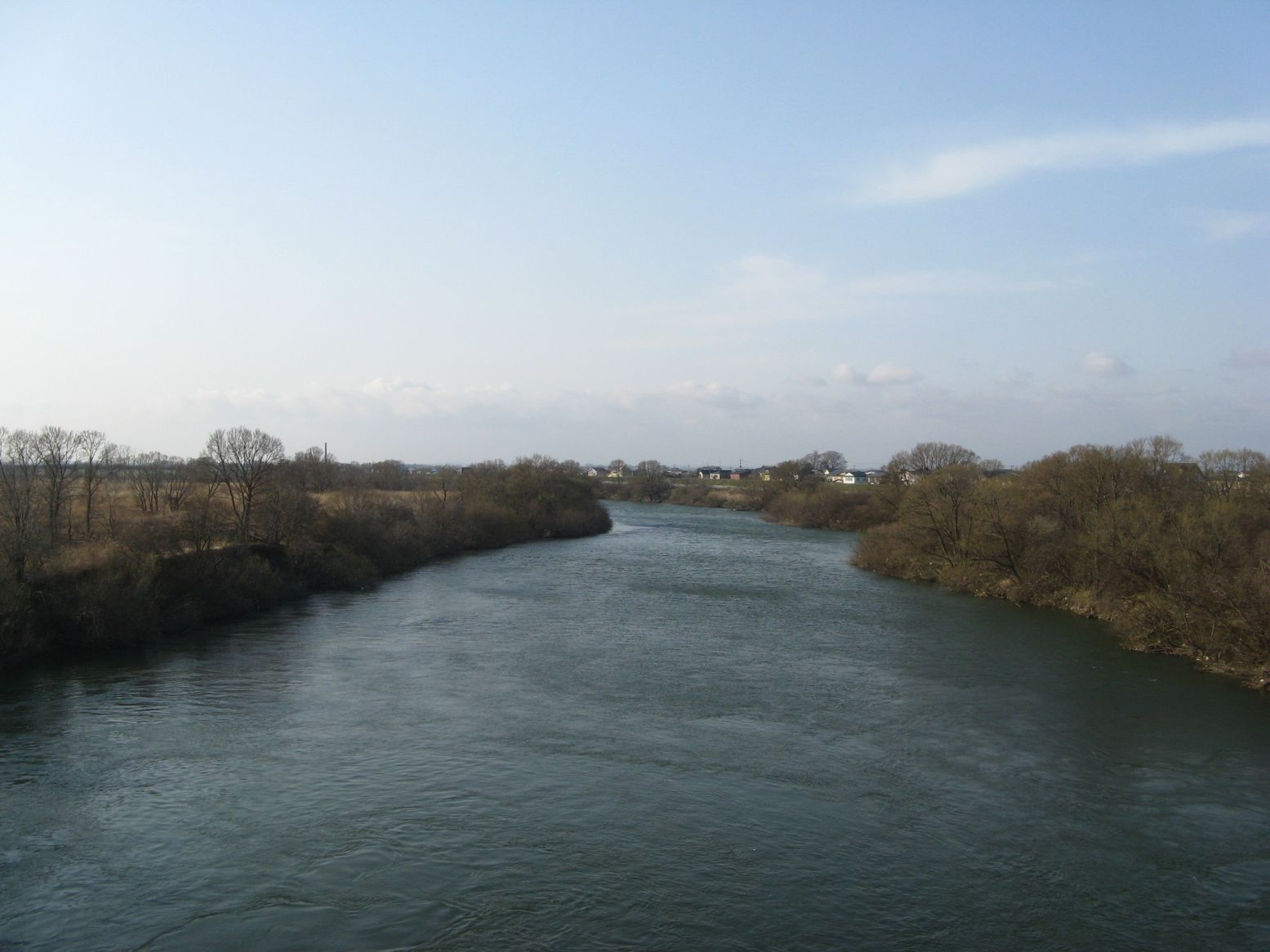
五所川原市付近を流れる岩木川。

岩木川は青森県を流れる河川としては最大規模の河川である。青森県・秋田県境、1993年（平成5年）に世界自然遺産に登録された白神山地にある雁森岳を水源とし、ダム地点を通過すると岩木山南麓を東に向かって流れ、弘前市に至る。その後は向きを北に変え、弘前市・南津軽郡田舎館村・南津軽郡藤崎町の境で水系最大の支流である平川を合わせる。以降北津軽郡板柳町・鶴田町・中泊町、つがる市、五所川原市を流れて三角州を形成しながら十三湖に至り、十三湖大橋を経て日本海へと注ぐ。流路延長102キロメートル、流域面積約2,540平方キロメートルの河川であり、流域内の人口は約48万2400人を抱える。
ダムは岩木川の上流部、白神山地の入口に当たる暗門の滝下流に建設されている。ダムの名称は青森県西部地域を総称する「津軽」から命名された。

## 経緯

### 岩木川の河川開発

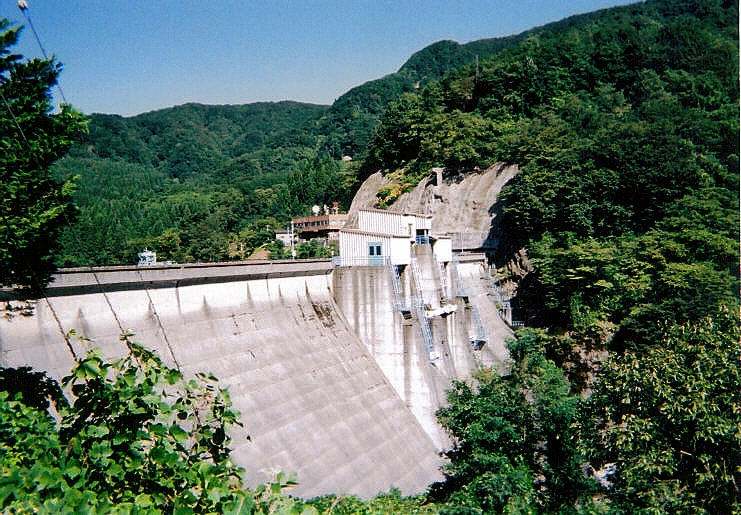
岩木川本流に1960年完成した目屋ダム。

青森県最大の河川である岩木川は、津軽平野の「母なる川」として流域住民の生活に欠かせない河川である。しかし白神山地の急峻な地形を上流域とすることから河川勾配は急で、大雨や融雪により発生した洪水は一挙に勾配の緩やかな津軽平野に流れ込む。加えて十三湖河口部はしばしば河口閉塞を起こすため、行き場を失った河水は十三湖や岩木川下流に滞留し、浸水被害を増加させていた。このため1917年（大正6年）より当時河川行政を管轄していた内務省は岩木川改修計画を立案し、主に下流部を中心とした堤防整備や十三湖の河口開削を柱とした河川改修を国直轄事業として進めていたが、1935年（昭和10年）に発生した洪水は改修計画で定めた岩木川河口部における計画高水流量・毎秒1,670立方メートルを超過する流量となり、津軽平野に多大な被害を与えた。このため翌年の1936年（昭和11年）に計画を改定し、計画高水流量を毎秒2,500立方メートルに高直しした上で河川改修に再度取り掛かるが、財政面・工期の時間的な制約などが問題となり進捗は遅れていた。その一方で、岩木川は天候によっては容易に水不足に陥り易く、一大穀倉地帯であり、かつ青森県の特産品であるリンゴ栽培も盛んな津軽平野では廻堰大溜池（津軽富士見湖）をはじめ多くのため池が建設されていたが、農業用水の安定的な確保には至らず流域住民はより安定した農業用水の供給を望んでいた。さらに当時の青森県は他県に比べて電力の需給バランスが悪く、電力は他県の発電所から融通をしてもらうという状態だったことから、灌漑や水力発電といった利水についても開発の必要性が生じていた。
当時の日本における河川行政は、東京帝国大学教授で内務省土木試験所長だった物部長穂が河水統制事業を提唱し、従来利水目的で建設が行われていたダム事業を治水・利水の双方で利用し総合的な河川開発を行うべきと主張。内務省内務技監の青山士（あきら）が1935年に国策として採用したことから相模川（神奈川県）、錦川（山口県）、綾川（香川県）などで多目的ダムによる河川開発が実施され始めた。青森県はこれに先立ち1934年（昭和9年）、治水と水力発電を目的として岩木川最大の支流・平川の二次支流である浅瀬石（あせいし）川上流部に日本最初の多目的ダム事業である浅瀬石川河水統制事業・沖浦ダムの建設に着手。十和田湖の莫大な貯水量を利用して三本木原台地の農地開発と水力発電を目的とした奥入瀬川河水統制事業と共に河川総合開発の先駆けとして1945年（昭和20年）に完成させた。戦後、連年発生する水害や食糧不足、発電設備の障害に端を発する停電頻発が日本の復興に負の影響を及ぼすことを懸念した内閣経済安定本部により、1951年（昭和26年）に物部の河水統制事業を拡充した河川総合開発事業が制度化。岩木川水系は対象河川となり多目的ダム計画がスタート。さらに1950年（昭和25年）制定の国土総合開発法に基づき、より広域かつ強力な河川開発を行い地域発展を促進する目的で特定地域総合開発計画が日本の22地域で計画された。青森県下でも岩木川水系と奥入瀬川水系が対象とされ1957年（昭和32年）に十和田岩木川特定地域総合開発計画が閣議決定され、岩木川の治水、津軽平野・三本木原台地の灌漑、両河川の水力発電開発などが計画に盛り込まれた。
こうした中で岩木川水系の河川開発の要として計画・建設されたのが目屋ダムであり、1960年（昭和35年）に完成した。

### 新たな課題と対策

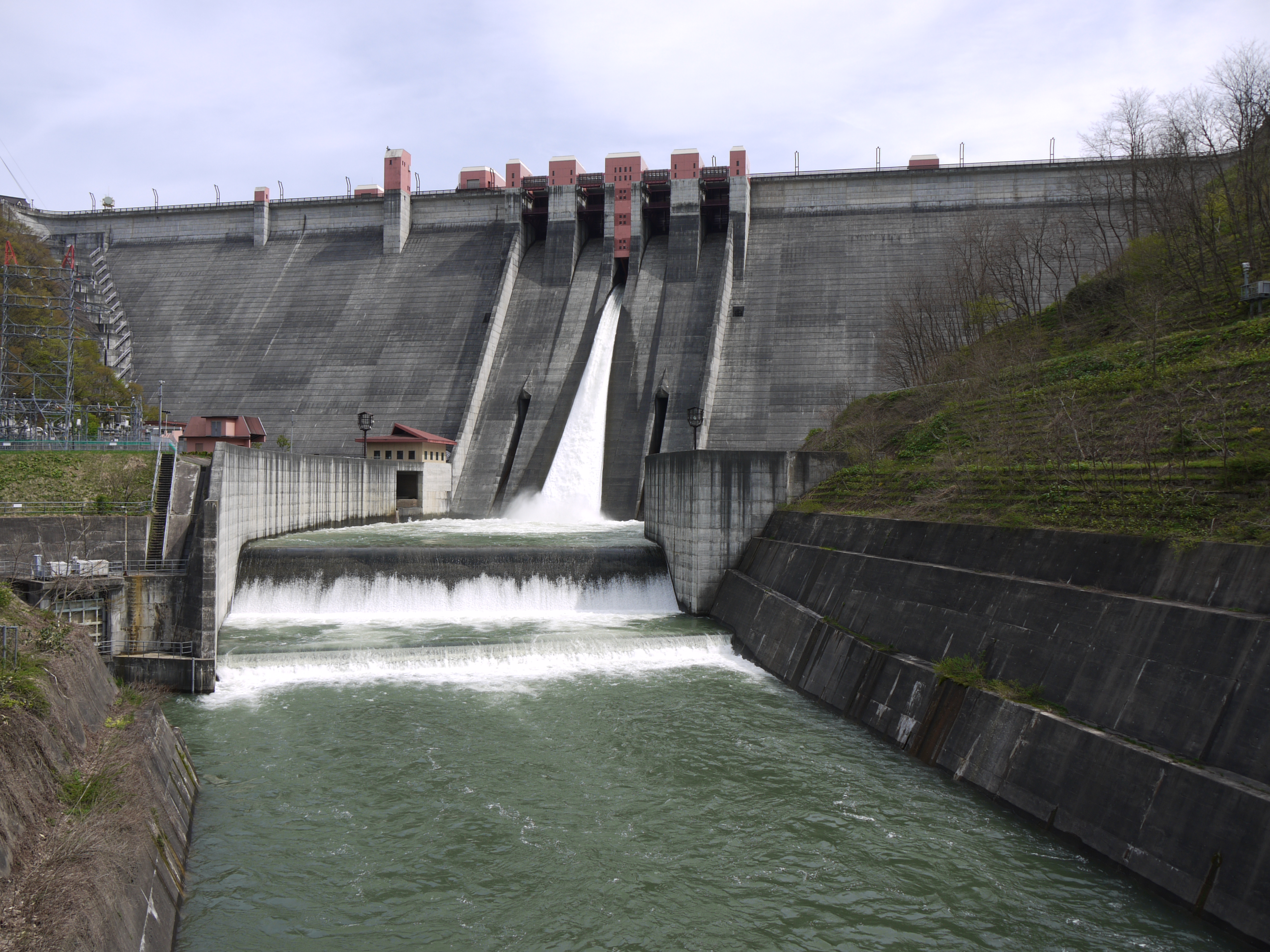
沖浦ダムの再開発事業として建設された浅瀬石川ダム（浅瀬石川）。

目屋ダムは1936年策定の改修計画に基づく洪水調節、津軽平野の農地1万2624ヘクタールに対する農業用水供給、認可出力1万1000キロワットの水力発電を目的に完成した。総貯水容量は3900万立方メートルで完成当時は青森県最大のダムであり、岩木川の治水と利水に大きな役割を担っていた。しかしダム完成当時は高度経済成長期に差し掛かる時期で、人口の増加が著しくなる時期であった。このため利水の需給バランスが次第に不均衡になると共に都市・農地の拡大が治水安全度の低下をもたらし、従来の治水・利水計画では対応し切れなくなっていた。
治水では完成直後に流域を襲った1960年8月の洪水で早速洪水調節機能を発揮し、平均の洪水調節率は70パーセントと高い水準であった目屋ダムではあるが、治水計画を上回る洪水も度々発生した。ダム完成後48年間の間に計画洪水調節量を上回る洪水は21回記録され、1972年（昭和47年）の昭和47年7月豪雨と1997年（平成9年）5月の融雪洪水ではダムからの放流量が規定されている洪水調節時の放流量上限を超過した。前二者のほか1975年（昭和50年）の台風5号、1977年（昭和52年）の豪雨、1981年（昭和56年）の台風15号、1990年（平成2年）の平成2年台風第19号、2004年（平成14年）の豪雨で岩木川流域は多くの住宅や農地が浸水被害を受け、特に1977年の水害では死者・行方不明者41名を数える大きな被害を生じた。利水では1973年（昭和48年）と1982年（昭和57年）に大渇水が発生。1988年（昭和63年）には弘前市などで水不足が発生しプールが使用中止になるなどの影響を受けた。渇水は1988年以降2年に1回の割合で頻発し、農民が交代制で用水を利用する番水を行うなど不安定な状況が繰り返されたが特に深刻な水不足は気候変動が顕著になりつつあった2000年代以降であり、2007年（平成19年）の渇水では目屋ダムの貯水が過去最低水位に達し、岩木川の流量が極端に低下して農地には通常の二割しか取水できずひび割れの被害が生じたり、弘前市では上水道の給水制限が行われた。2011年（平成23年）にも再び渇水が発生し給水制限が実施されている。
水害と渇水が交互に繰り返される状況下、岩木川本流におけるダムは目屋ダムしか存在しないため新たな河川開発が必要となった。岩木川水系は1966年（昭和41年）に河川法の改定により一級河川に指定され、新たな河川改修計画である岩木川水系工事実施基本計画が1973年に策定された。この中で岩木川の基本高水流量は五所川原市地点で毎秒5,500立方メートルと大幅に高直しされ、これを河川改修や新規ダム事業で毎秒3,800立方メートルに低減する計画高水流量が決定した。また灌漑や上水道の水源も新たに整備する方向性が定まった。岩木川水系の多目的ダムはこの時点で目屋ダムのほかは沖浦ダムと五所川原市に1973年完成した飯詰ダム（飯詰川）しかなく、特に上水道供給目的を有するダムは飯詰ダムのみであった。このため新たな多目的ダム計画が岩木川水系で検討され、その第一弾として着手されたのが浅瀬石川ダム（浅瀬石川）である。沖浦ダムの再開発事業として治水・水力発電に加え沖浦ダムにはなかった上水道供給目的が新規で加わり、1988年完成した。そして岩木川本流でも新規のダム事業が計画され、既設目屋ダムの直下流に大規模なダムを建設して岩木川の治水・利水を強化する方針が青森県によって計画された。
計画当初「第二目屋ダム」として調査が開始されたダム事業が津軽ダムであり、浅瀬石川ダムが完成した1988年に事業が建設省東北地方建設局（国土交通省東北地方整備局の前身）に移管され、本格的な事業に着手した。

## 補償

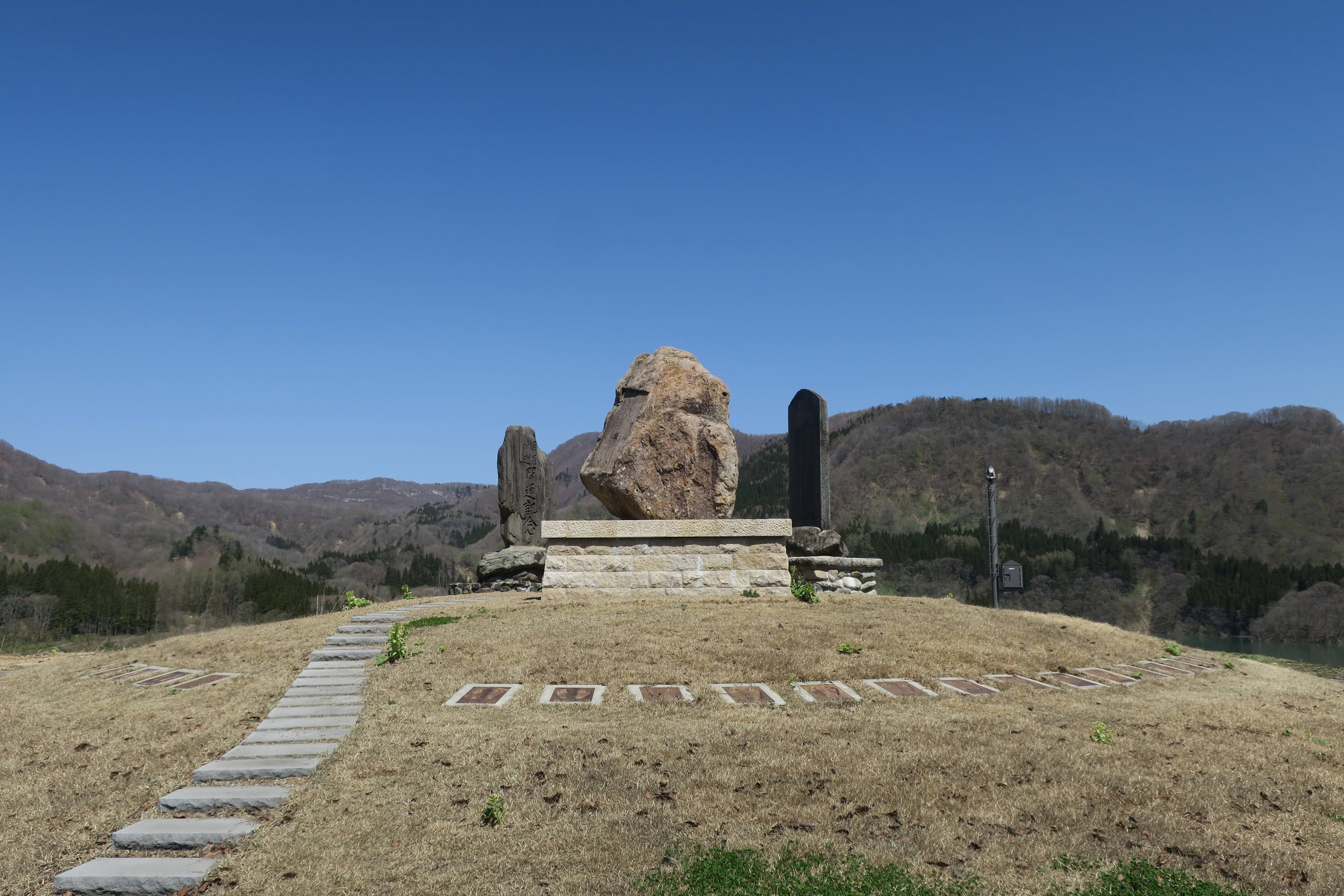
水没地より高台の津軽白神湖パークへと移転した記念碑と小学校閉校記念モニュメント

津軽ダムの建設に伴い、西目屋村砂子瀬地区・川原平地区の177戸と農地57ヘクタールが移転対象となる。この地域は目屋ダム建設においても移転対象となった地域であり、目屋ダムでは両地区において83戸92世帯が移転し、その大半が完成後にダム湖畔へ移転している。このため目屋ダムで移転を余儀なくされた住民が、津軽ダム建設によって再び移転を余儀なくされるという事態が起こった。しかも今回は目屋ダムを上回る規模の補償案件であり、再びダムにより故郷を失う住民はダム建設に強く反対した。
目屋ダムにおいては補償交渉に並行して下流域の受益地に住む住民が自発的にコメを一握り砂子瀬・川原平地区の住民に提供しようとした義捐金運動・「米一握り運動」を津軽平野全域で実施、当時の教員初任給1万円の時代に米価に換算して約150万円もの義捐金が集まり、これが移転住民の心を動かして1956年（昭和31年）に移転住民全員が一斉に補償基準に調印して交渉が妥結した。この時期は国によるダム補償関連の法整備が未熟であり、熊本県の下筌ダム（津江川）建設反対運動である蜂の巣城紛争をはじめ八ッ場ダム（群馬県・吾妻川）や大滝ダム（紀の川・奈良県）など長期間かつ強硬なダム反対運動が展開されており、目屋ダムの例は稀であった。こうした強固な反対運動は建設省の対応が発端の一つであったことから、ダム補償に関する法整備が強く求められ1973年に水源地域対策特別措置法（水特法）が施行された。津軽ダムは1993年（平成5年）に水特法の指定ダムとなったが、移転戸数177戸と大規模であることから、水特法第9条などの指定を受けた（水特法9条等指定ダム）。
水特法9条等指定ダムとは、ダムにより水没する戸数が150戸以上または水没農地面積が150ヘクタール以上の大規模な補償案件を有するダム事業に対し、道路・上下水道・小中学校・診療所・土地改良事業・森林保全事業などに関する補償事業の負担金を通常の指定ダムに比べて上積みするダムのことである。同法に指定されたダムとしては八ッ場・大滝ダムのほか東北地方では浅瀬石川ダム、御所ダム（雫石川）、七ヶ宿ダム（白石川）、長沼ダム（長沼川）、森吉山ダム（小又川）、摺上川ダム（摺上川）、三春ダム（大滝根川）がある。水特法指定以降移転住民との交渉は積み重ねられ、1999年（平成11年）に水没対象地域である西目屋村が水源地域に指定され、補償事業に関する整備計画が示された。このうち代替移転地についてはダム下流の西目屋村田代地区、弘前市若葉地区と一町田地区の三か所が集団移転地として造成され、移転の準備が整えられた。2000年（平成12年）3月に損失補償基準の提示と補償説明会が実施された。そして1995年（平成7年）に用地調査を開始してから延べ26回にわたる協議を経て2000年8月に移転住民は損失補償基準に調印し、1988年の津軽ダム計画発表から12年の歳月を経て補償交渉は妥結した。以後徐々に砂子瀬・川原平地区の住民は新天地への移転を開始し、西目屋村田代地区に51世帯、弘前市一町田地区に31世帯、弘前市若葉地区に28世帯が移転し残りはそれ以外の地区へ散って行った。古くからマタギの村として栄えた砂子瀬・川原平地区は全世帯が移転し、その歴史に幕を閉じたが、2002年11月には津軽ダム水没移転者協力感謝式典が青森県知事、弘前市長、東北地方整備局長出席の下開催され約600名の移転住民に対する感謝の念を表した。なお、同一住民がダム建設により二度の移転を余儀なくされた例は石淵ダム・胆沢ダム（胆沢川）の例がある
移転住民の補償交渉はこうして妥結したが、漁業権の補償を巡る岩木川漁業協同組合との漁業補償は難航している。2009年（平成21年）より開始された漁業補償交渉は、岩木川全域を漁業補償対象にすべきと主張する漁協側と事業者の国土交通省との間で意見が対立。2011年に国土交通省が提示した補償金額2177万円を漁協は拒否、国土交通省は青森県収用委員会に対し土地収用法に基づく漁業権の収容と使用を申請した。2012年（平成24年）に国土交通省側の主張が容れられた裁決が決定したが漁業側は裁決に対し拒否を表明。裁決に対する不服申し立てが不調に終わった場合は訴訟に踏み切るという姿勢を示している。

## 建設
津軽ダムの建設において特に注意が払われたのは、白神山地など流域環境の保全と、目屋ダムの機能を維持しながら工事を進めることの二点であった。

### 環境対策

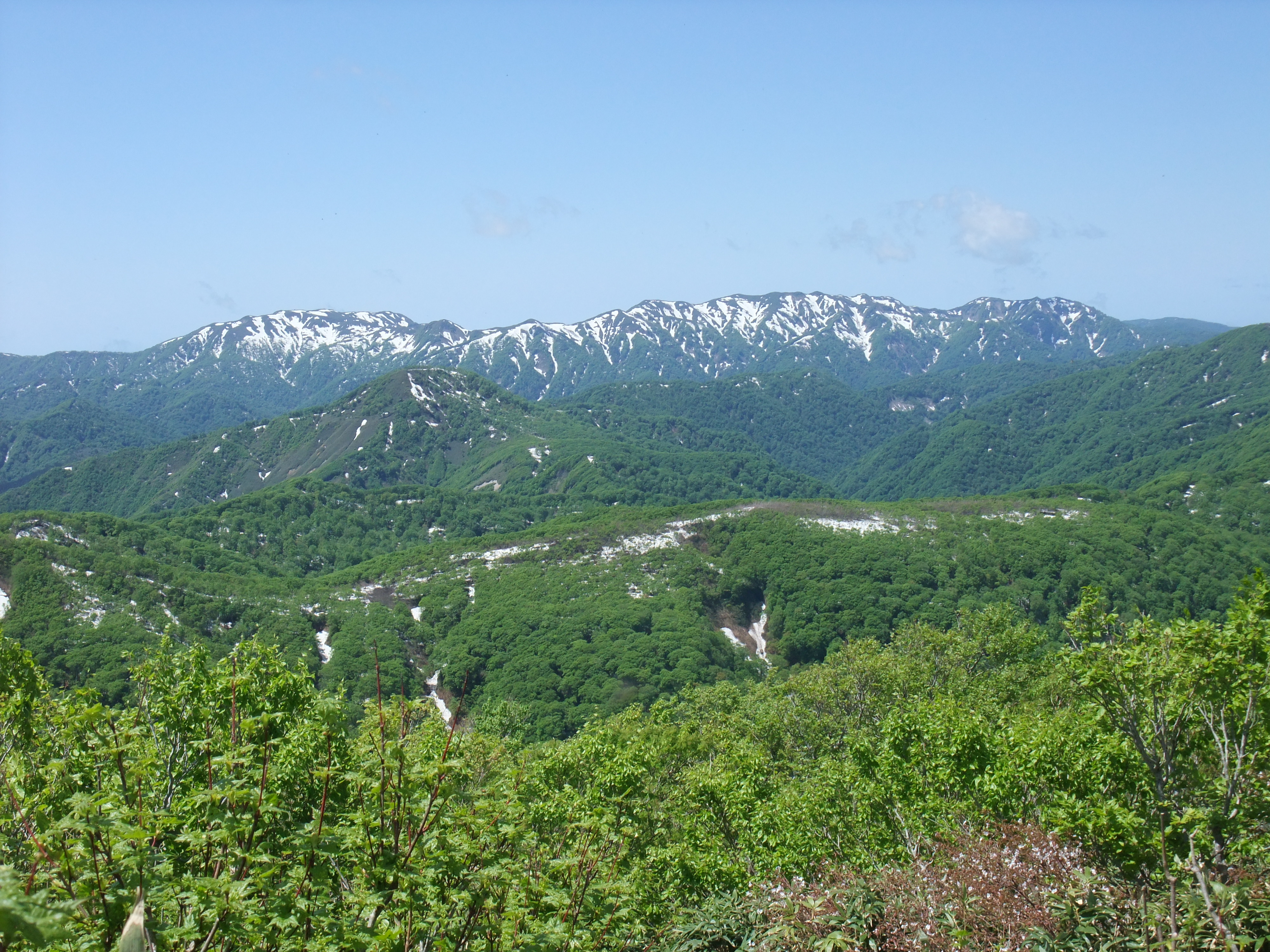
世界自然遺産に登録されている白神山地。岩木川流域が山地全体の23パーセントを占める。

津軽ダムの建設を開始するに当たり、まず重要となったのは環境保全である。津軽ダムが建設される岩木川上流域は世界的にも貴重なブナ原生林が広がる白神山地があり、面積の23パーセントが岩木川流域である。白神山地には国の天然記念物に指定されているクマゲラやイヌワシをはじめ、希少種が多く生息している。加えて白神山地は1993年に世界自然遺産に屋久島と共に日本で初めて登録された。さらに1997年には環境影響評価法が制定され、大規模なダム事業は環境モニタリングが義務化されたこともあり、津軽ダム建設においてはこうした環境保護との整合性がより厳重に問われた。また目屋ダム完成以後、40年にわたり濁水問題が継続しており地元住民から「清流岩木川が泣く」と批判されていたため、岩木川の河床固定化改善を含めた流水機能改善も求められていた。
津軽ダムでは環境影響評価法制定前の1992年（平成4年）に環境影響評価が閣議で認められ、以後アセスメントに沿った形で環境対策が実施された。まずダム建設に伴う騒音・振動・粉塵など工事に伴う諸問題に対する対策として低騒音型の工事機械の採用や工事車両が渋滞しないような運行対策などを盛り込んだ。またクマタカの営巣に影響を及ぼさないために工事時期を調整して営巣期には工事を回避したり、営巣地域への立入制限などを行った。濁水については、渇水時に水位が低下した際に河岸段丘部が削り取られ、濁水が長期化することが推測されたため複数の方法で濁水の長期化を回避する対策を採った。まず取水塔に選択取水設備を設け、貯水池上層の比較的清澄な水を下流に放流することで濁水防止の他、河川生態系に影響を及ぼす温水・冷水放流を抑えて岩木川の水温を一定に保たせるほか、貯水池上流に水質保全ダムを建設してそこからバイパストンネルを下流まで建設して上流部の澄んだ水を放流する、洪水時に可及的速やかに濁水を放流して貯水池への滞留を防ぐ環境放流設備をダムに設置するなど濁水の長期化を回避する対策を講じた。さらに目的の一つに河川維持放流目的を持たせ、目屋ダムから岩木川第一発電所間の水が常時少なくなっている区間に一定量の水を放流して河川生態系を維持すると共に流砂連続性を改善して河床の固定化を防ぐ対策を採った。
生態系の維持については、貯水に伴い影響を受ける動植物の保全を対策に盛り込んだ。具体的にはユビナガコウモリの生息を保全するため人工的な洞窟を建設して2,300頭のコウモリを冬眠時に移転させ、生息数の維持を図った。昆虫についてはハッチョウトンボとエゾゲンゴロウモドキの2種について、住民の移転により放棄された水田などを利用して湿地環境を増やし個体数の増加を促す。植物についてはダム工事により繁茂に影響を及ぼす5種類の植物に対し、適切な地点に移植して繁茂を促すなどの対策を採っている。クマタカ・イヌワシなどの猛禽類については継続的に営巣状況などを確認し、生息状況をモニタリングしている。そして年間60万人ともいわれる白神山地観光を活性化させるため幅員の狭かった青森県道28号岩崎西目屋弘前線の付け替え道路を建設、環境や景観に配慮しながら建設が進められ2014年（平成26年）11月全線開通した。これにより白神山地へのアクセス向上が期待されている。
また、津軽ダム右岸直上流部で岩木川に合流する木戸ヶ沢には、1979年（昭和54年）に閉山した旧尾太（おっぷ）鉱山の鉱滓（こうさい）処分場である木戸ヶ沢堆積場があり、目屋ダム建設時に堆積場の重金属などが貯水池に流出しないようにする目的で鉱滓ダムである木戸ヶ沢かん止堤が建設されていた。しかし津軽ダムが建設されると貯水池の水位が上昇してかん止堤が冠水し、かん止堤の安定性低下や堆積場に積まれた鉱滓から重金属が流出して貯水池の水質を悪化させる懸念があった。このため2010年（平成22年）からかん止堤と県道28号木戸ヶ沢橋間の木戸ヶ沢に高さ43.2メートルの重力式コンクリートダムである鉱滓ダム・木戸ヶ沢貯水池保全施設を建設し、鉱滓流出防止を図った。まず堆積場を迂回させて上流の清浄な沢水を下流に流すバイパストンネルの出口をかん止堤下流から木戸ヶ沢貯水池保全施設下流に付け替える排水トンネル付替え工事を実施。付替え後に本体工事を施工して津軽ダム貯水池と堆積場をダムで隔離して水質汚濁を防ぐ対策を講じた。2014年（平成26年）に本体コンクリートの打設が終了し、2015年に完成する予定である。完成後は木戸ヶ沢ダムと呼ばれる木戸ヶ沢貯水池保全施設であるが、鉱滓ダムであるため河川法や河川管理施設等構造令で規定されるダムには当たらない。

### ダムの施工

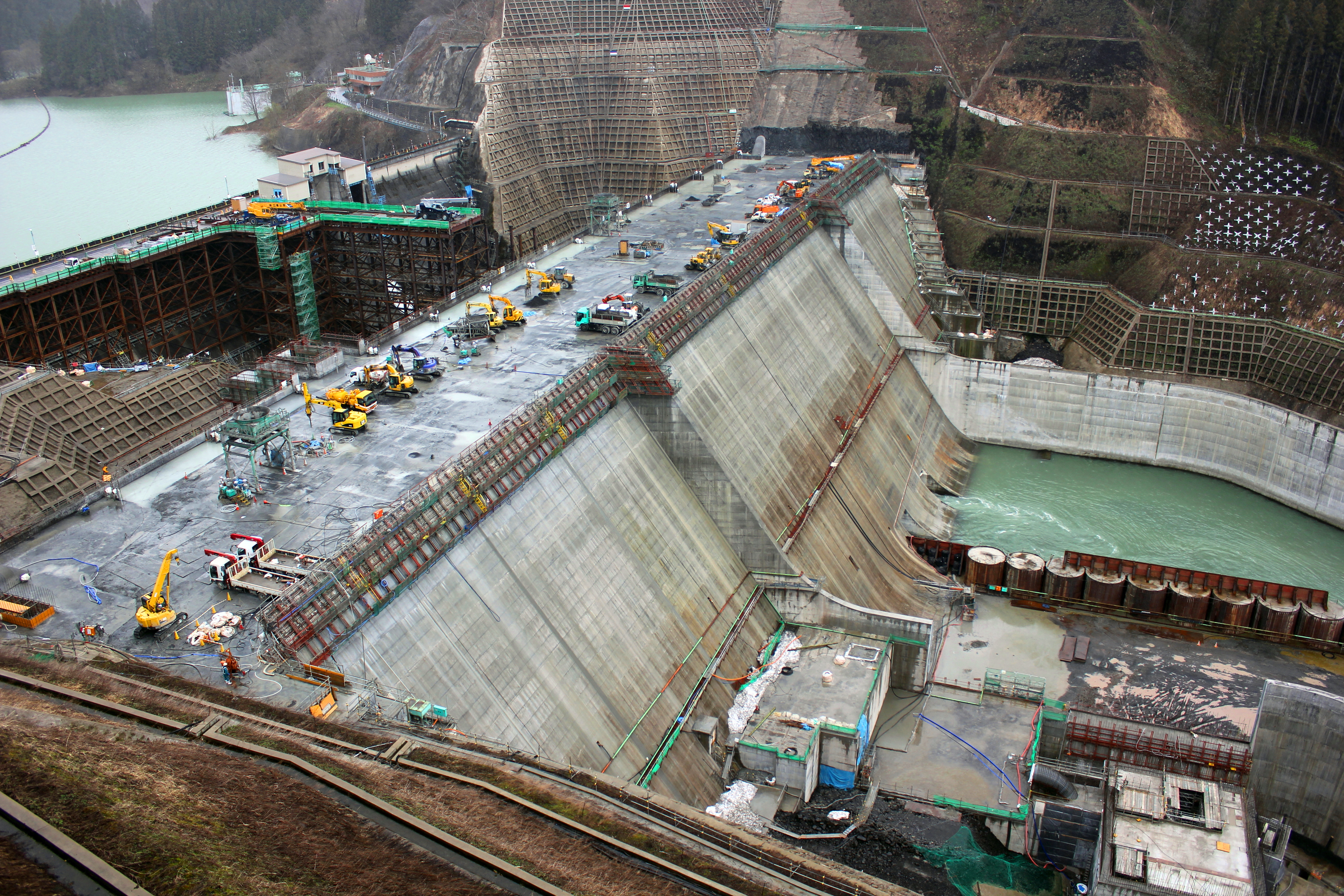
2013年の津軽ダム。ダム後方に目屋ダムが見え、河水が建設中の本体内を流れている。

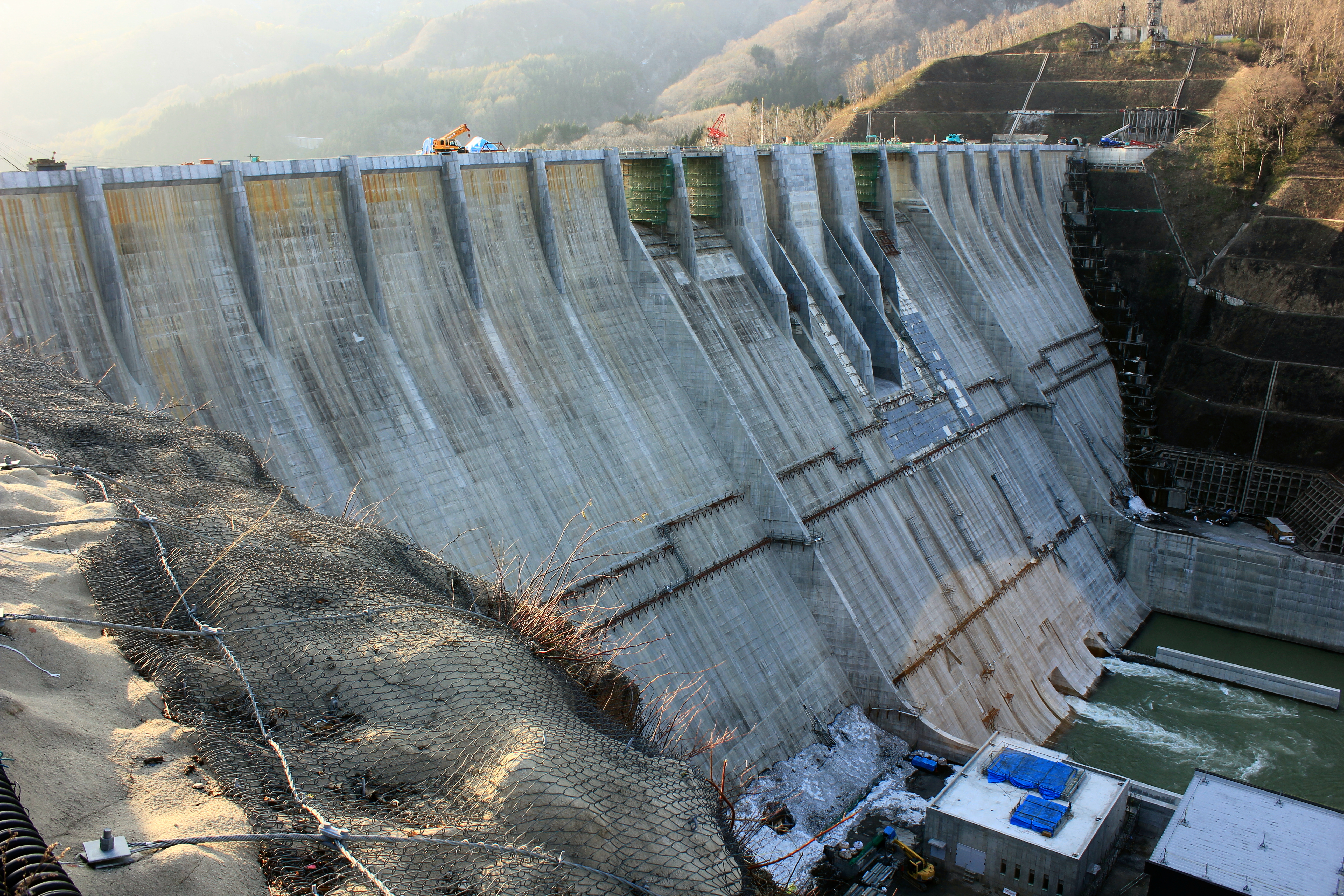
2015年の津軽ダム

目屋ダム直下流60メートルという至近距離に建設される津軽ダムではあるが、完成までの間は目屋ダムは通常のダム機能を発揮している。このため目屋ダムの機能を維持しながらダム本体の工事を行わなければならない。しかしダム本体工事の第一段階である基礎岩盤の掘削を行うため、ダムサイトから川の流れを迂回させるために不可欠な設備である仮排水路については、すぐ上流に目屋ダムがあることからバイパストンネルをダム横の山に掘って流れを下流に迂回させる一般的な方法は物理的に不可能であった。特に目屋ダムは融雪期の3月末から6月に掛けてと、台風や大雨が多い夏季に放流するため、目屋ダムの放流水を適切に処理しながら工事を進める必要があったため、津軽ダムに関してはダム本体に仮排水路を設ける方針とし、半川締切方式でダム基礎岩盤の掘削と仮排水路工事を行うことにした。
津軽ダムで採用された半川締切方式の手順であるが、まずダム右岸に河水を流しこの間に流水が無くなった左岸部分の掘削を行い本体コンクリートを打設する。同時にダム本体下部に仮排水路を設ける工事を行い、完成した段階で右岸を流れていた河水を左岸に付け替える。以後河水は左岸の仮排水路を通って下流に流れ、今度は流れが無くなった右岸部の岩盤を掘削して本体コンクリートを打設し、右岸にも仮排水路を設ける。左右両岸の仮排水路が完成し、適切な河水の流下が可能となった所で本格的にダム本体のコンクリート打設を開始する。半川締切方式は1924年（大正13年）に完成した日本初の高さ50メートル級ダムである大井ダム（岐阜県・木曽川）において初めて採用され、堰や用水路の建設に際し用いられているが津軽ダムと同様の理由で半川締切方式を採用したダムとしては、北海道の夕張川に建設された大夕張ダムの再開発事業として、ダム直下流155メートル地点に2015年完成した夕張シューパロダムなどがある。
ダム本体コンクリート打設に用いられた工法は1972年に山口県の島地川ダム（島地川）で世界最初の施工が行われ、以後大規模コンクリートダムにおける標準的な工法となったRCD工法を採用した。RCDとはRoller Compacted Dam-Concreteのことで、セメントの量を極力少なくした超堅練りコンクリートをブルドーザーでならしてロードローラーで締め固める工法である。機械を大量に投入可能なためコンクリートを大量に打設でき、工期の短縮や工事費を節約できることから島地川ダム以降多くのダムで採用されている。
こうして目屋ダムの機能を維持しながら津軽ダムの本体工事は2007年より進められ、2015年の時点でほぼ本体工事は完了している。本体工事が完了すると仮排水路は閉鎖され、試験的に貯水を行いダム本体や周辺地盤への影響を確認する試験湛水（たんすい）を行い問題が生じなければ試験的に放流を行い、完成となる。なお施工業者は安藤ハザマと西松建設であるが、安藤ハザマは前身の間組時代に目屋ダムの施工業者として建設に関わっている。
ダムの完成により国土交通省の津軽ダム工事事務所の建物は役割を終えたため、改修され、2020年（令和2年）11月30日から西目屋村村役場の新庁舎として利用されている。

## 目的
|          | 堤高   | 堤頂長  | 堤体積     | 総貯水容量     | 有効貯水容量   | 湛水面積 |
| -------- | ------ | ------- | ---------- | -------------- | -------------- | -------- |
| 目屋ダム | 58.0 m | 170.0 m | 118,000 m3 | 39,000,000 m3  | 33,000,000 m3  | 205.0 ha |
| 津軽ダム | 97.2 m | 342.0 m | 759,000 m3 | 140,900,000 m3 | 127,200,000 m3 | 510.0 ha |

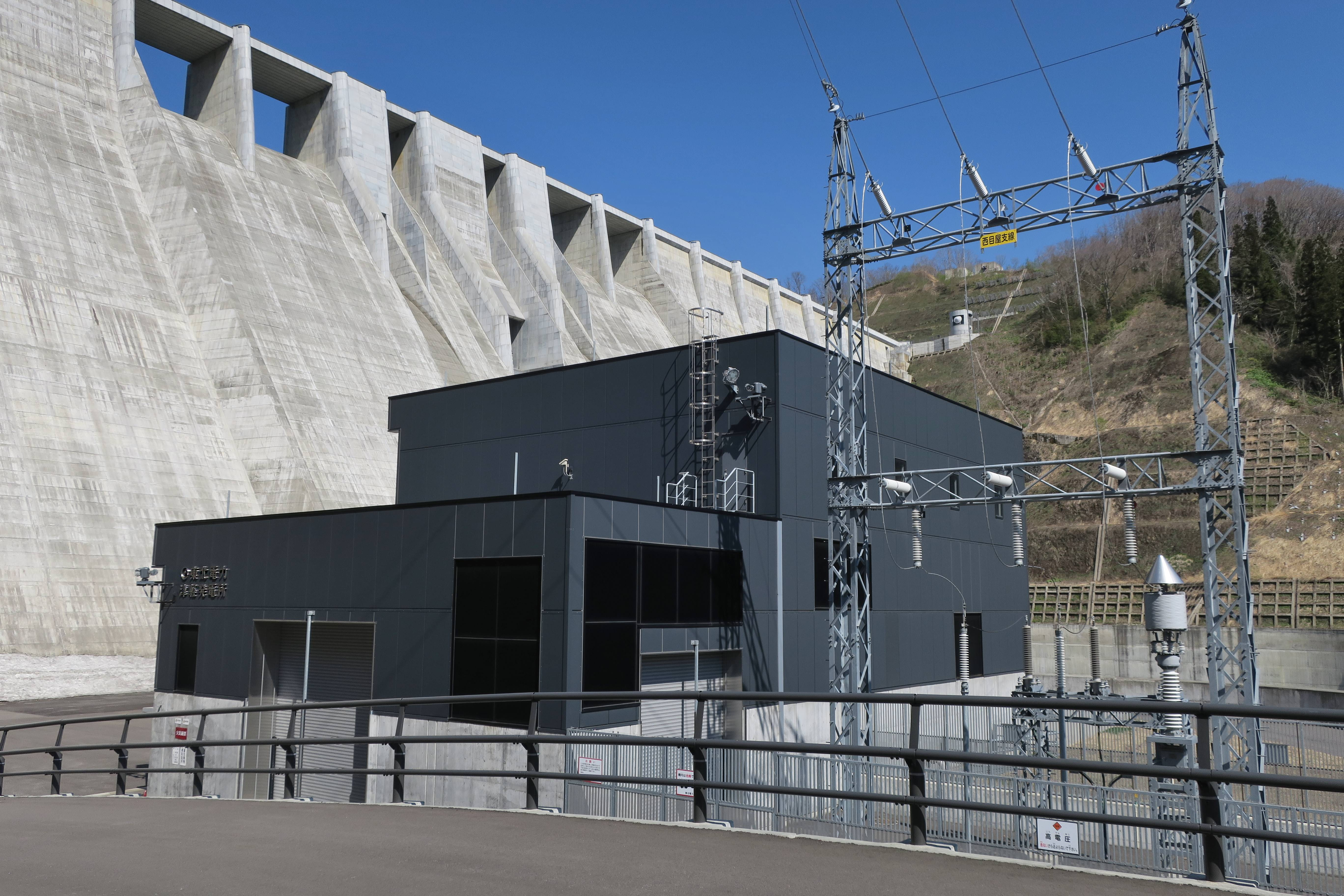
東北電力津軽発電所

津軽ダムは目屋ダムを大幅に凌駕する規模のダムである（上表参照）。高さは1.7倍、長さは2倍、本体の体積は6.4倍の規模で、建設により貯水池の総貯水容量が3.6倍、有効貯水容量が3.9倍、湛水面積が2.5倍に拡大する。こうした巨大な貯水容量を有することで、目屋ダムの目的である洪水調節、不特定利水、水力発電に加え、灌漑用水の供給、上水道・工業用水道の供給目的を追加した。多目的ダムとしては用途が広い。
洪水調節についてはダム地点の計画高水流量を毎秒3,100立方メートルに設定し、ダムで毎秒2,940立方メートルを調節し下流には毎秒160立方メートルを放流する。目屋ダムは毎秒500立方メートルを計画高水流量とし、毎秒450立方メートルを調節していたため約6倍の洪水調節が可能となる。不特定利水については先述の通り河川維持放流を行うことで岩木川の減水区間を解消し、河川生態系の維持を図る。灌漑については弘前市・つがる市・五所川原市・北津軽郡鶴田町の3市1町の農地9,600ヘクタールに農業用水を供給する。上水道については弘前市の水がめとして、1日量で1万4000立方メートルを新規に供給し、工業用水については五所川原市にある第二漆川工業団地に対し1日量で1万立方メートルの用水をそれぞれ供給する。そして水力発電については、東北電力が電気事業者としてダム事業に参加。ダム右岸にダム式発電所の津軽発電所を新設し、認可出力8,500キロワットを発電する。発電所の工事は2011年12月から開始され、2016年5月に運転が開始される見込みである。
ただし、津軽ダムの事業内容については2005年（平成17年）と2007年に計画の変更が行われている。2005年の変更点はダムの完成年度であり、事業完成を2016年度へ変更した。2007年の変更は規模や目的内容、事業費などが変更されており、2005年よりも広範囲の変更であった。まず規模であるが当初計画のダム規模は高さ97.5メートル、総貯水容量1億4230万立方メートルであったが、高さを30センチメートル、総貯水容量を1400万立方メートル減らした。次に目的内容であるが受益地の情勢が変化したことによる利水計画の変更が主な内容である。灌漑目的では農地転用に伴う受益農地減少により、当初9,700ヘクタールだった供給面積を9,600ヘクタールに減らした。上水道については弘前市のほか当初は津軽広域水道事業団に所属する青森市、黒石市、平川市、五所川原市、つがる市、北津軽郡鶴田町・板柳町、南津軽郡藤崎町・田舎館村に対して合計で1日量5万4800立方メートルの給水を行う予定であったが、人口減少による水需要の鈍化で供給計画がより適正に変更された結果津軽広域水道事業団は水道事業から撤退。弘前市も供給量を半分以下に減らした。工業用水道も五所川原市の工業団地企業誘致が芳しくないことから、既に進出している工場の地下水取水をダムに転用する方向に転換し、1日量1万5000立方メートルの取水量を1日量1万立方メートルに減量した。反面洪水調節量については岩木川の治水基準点である五所川原市において100年に一度の洪水に耐えうる計画に修正するため、調節量を増加させている。水力発電事業においては大幅な変更があり、まず電気事業者が当初は目屋ダムの電気事業者である青森県公営企業局だったのが、電力自由化などによる環境の変化もあって事業から撤退。代わりに東北電力が新規事業者として参加した。津軽発電所も当初は岩木川第一発電所と同様にダム水路式発電所の計画であったがダム式発電所に変更、認可出力も当初1万3800キロワット予定が減らされ、8,500キロワットとなった。そして総事業費については当初約1450億円であったが、ダム自体の建設コストが削減されたのに対して環境対策・文化財保護対策・地すべり対策・木戸ヶ沢貯水池保全事業関連で事業費が約170億円増加し、トータルで約1620億円の事業費となった。また費用負担配分も利水事業者の撤退や治水事業の拡大で変更されている。
津軽ダム完成に伴い、流域の発展に56年間寄与してきた目屋ダムは、津軽ダムに沈みその役割を終えた。また、目屋ダムの水力発電所である岩木川第一発電所も、津軽ダム完成に伴い取水口の目屋ダムが水没することから廃止されている。東北地方の国土交通省直轄ダムでは既に1988年に浅瀬石川ダム建設により沖浦ダムが、2010年（平成22年）に長井ダム（置賜野川）建設により管野ダムが、そして2013年（平成25年）に胆沢ダム建設により石淵ダムが水没しており、目屋ダムで4か所目の水没ダムとなる。なお、鳩山由紀夫内閣時代に当時の前原誠司国土交通大臣が推進したダム事業再検証では、津軽ダムは建設中であったが事業の再検証対象にはならなかった。

## 津軽白神湖

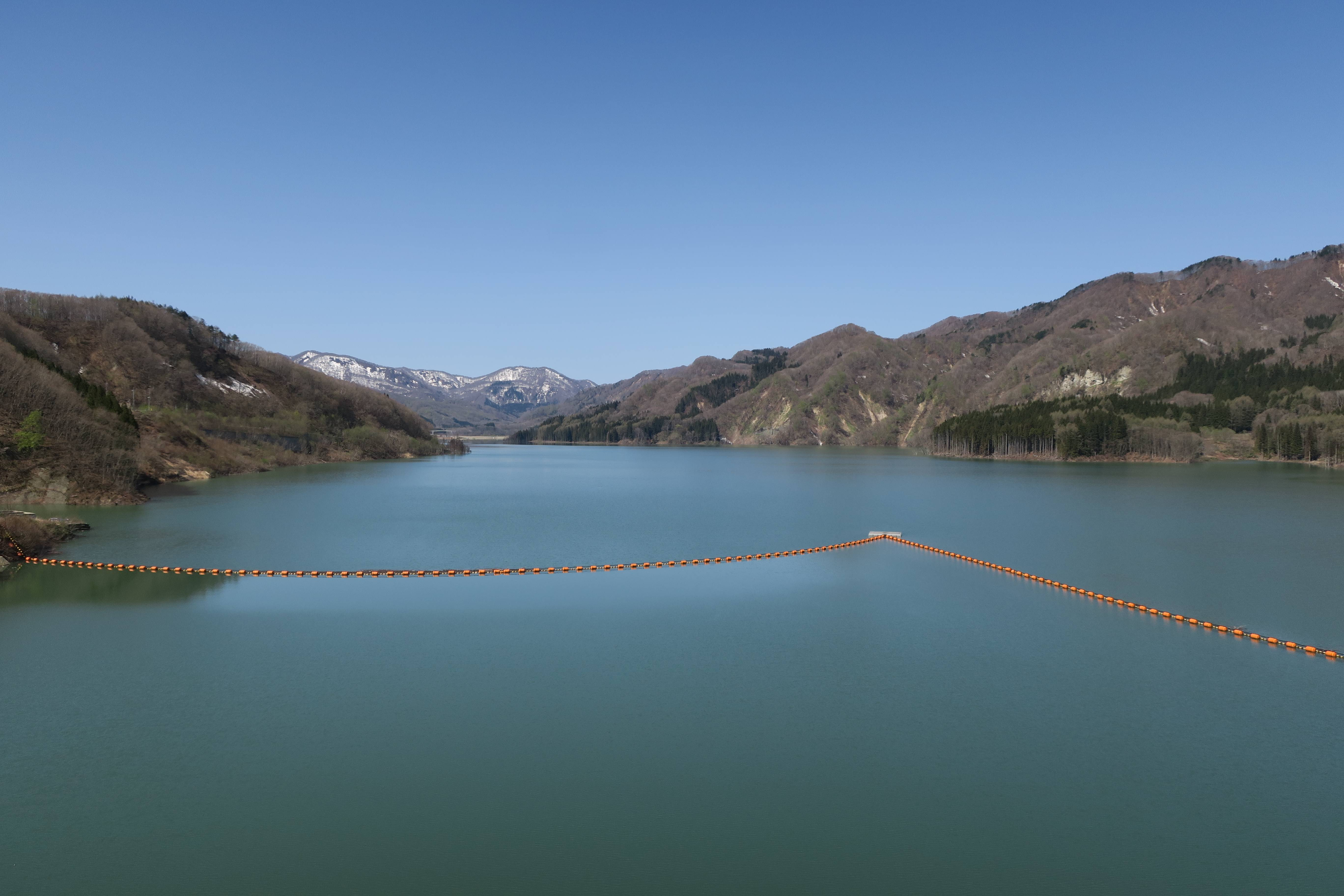
津軽白神湖

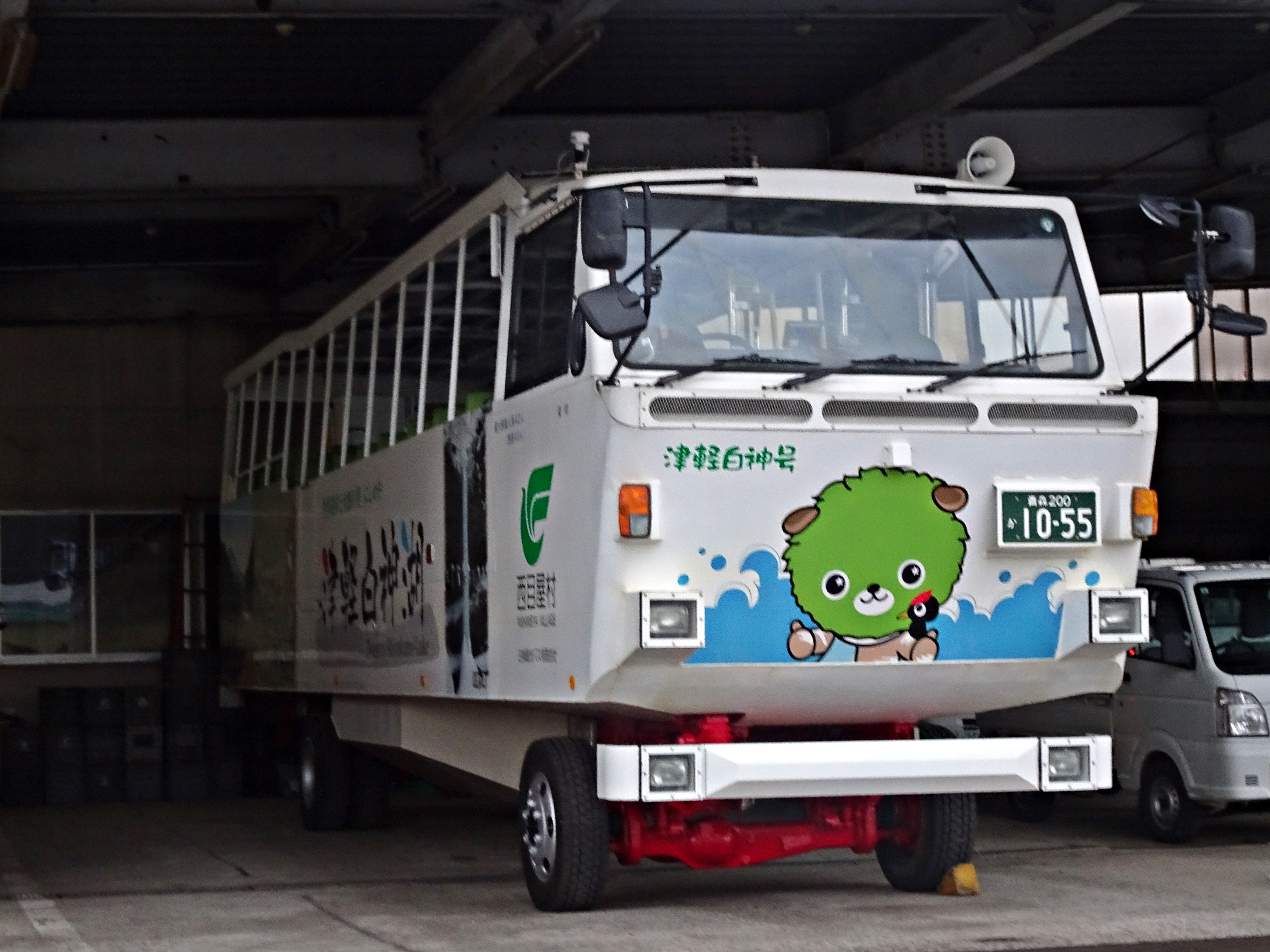
水陸両用バス「津軽白神号」

津軽ダムによって誕生した人造湖は、浅瀬石川ダムが沖浦ダムの湖名を引き継いだのとは対照的に、目屋ダムの人造湖である美山湖の名は引き継がず、白神山地にちなみ津軽白神湖と命名された。ダム完成前に人造湖名が決まった例は少ないが、湖名は一般公募され、青森県内外189件の応募から2012年（平成24年）に決められた。津軽白神湖は「目的」の項目でも触れた通り美山湖を大きく上回る規模の人造湖であり、総貯水容量では東北地方において7番目に規模の大きい人造湖となる。また湛水面積510ヘクタールは天然の湖沼と比較すると北海道の大沼（5.3平方キロメートル）に匹敵し、人造湖でも北海道の岩尾内湖（岩尾内ダム・天塩川）や富山県の有峰湖（有峰ダム・和田川）と同等の規模を有し、東北地方では9番目に広い人造湖となる。津軽白神湖では水陸両用バスの試験運行が白神山地世界自然遺産登録20周年に合わせて2013年に開始されている。この事業は水源地域対策特別措置法に基づく水源地域ビジョンとして、地域活性化を目的に社会実験を行ったものである。
また津軽ダムは建設中の段階から積極的な工事現場内見学の受け入れを行っている。見学に訪れる団体は社会科見学として青森県内の小学校・中学校・高等学校児童・生徒および弘前大学・八戸工業大学などの学生や、青森県議会・弘前市議会などの議会関係者、農業協同組合・土地改良区などの受益者団体のほか町内会・老人会・婦人会といった地域コミュニティの団体、さらにはイランやスリランカからの視察団など幅広い。またダム右岸には展望台が設けられ、冬季以外は自由に見学が可能である。見学者数は年々増加しており、2012年の約2万2000人に対し2013年は倍以上となる約5万3000人が見学に訪れ、2014年も約5万2000人が訪れている。白神山地の入口に位置し暗門の滝にも近く、下流には弘前城といった観光地もあり、新たな観光地として期待が持たれている。
地元の西目屋村は水陸両用バスによるダム湖ツアーを行っている。航路名は津軽白神湖周遊航路（4月から10月までの旅客不定期航路）で水陸両用バス「津軽白神号」を白神観光バスが運行している。
津軽ダムへは弘前市街地より青森県道28号岩崎西目屋弘前線を白神山地・暗門の滝方面に直進すれば到着する。最寄りのインターチェンジは東北自動車道大鰐弘前インターチェンジ、最寄り駅はJR東日本奥羽本線弘前駅または弘南鉄道大鰐線中央弘前駅である。
| 順位 | ダム       | 水系     | 河川     | 所在地        | 高さ （単位：m） | 総貯水容量 （単位：m3） | 湛水面積 （単位：ha） | 人造湖名   | 事業者     | 完成年 | 備考       |
| ---- | ---------- | -------- | -------- | ------------- | ---------------- | ----------------------- | --------------------- | ---------- | ---------- | ------ | ---------- |
| 1    | 奥只見ダム | 阿賀野川 | 只見川   | 福島県 新潟県 | 157.0            | 601,000,000             | 1,150                 | 奥只見湖   | 電源開発   | 1960年 | ダム湖百選 |
| 2    | 田子倉ダム | 阿賀野川 | 只見川   | 福島県        | 145.0            | 494,000,000             | 995                   | 田子倉湖   | 電源開発   | 1959年 | ダム湖百選 |
| 3    | 玉川ダム   | 雄物川   | 玉川     | 秋田県        | 100.0            | 254,000,000             | 830                   | 宝仙湖     | 国土交通省 | 1990年 | ダム湖百選 |
| 4    | 摺上川ダム | 阿武隈川 | 摺上川   | 福島県        | 105.0            | 153,000,000             | 460                   | 茂庭っ湖   | 国土交通省 | 2006年 |            |
| 5    | 田瀬ダム   | 北上川   | 猿ヶ石川 | 岩手県        | 81.5             | 146,500,000             | 600                   | 田瀬湖     | 国土交通省 | 1954年 | ダム湖百選 |
| 6    | 胆沢ダム   | 北上川   | 胆沢川   | 岩手県        | 132.0            | 143,000,000             | 440                   | 奥州湖     | 国土交通省 | 2013年 |            |
| 7    | 津軽ダム   | 岩木川   | 岩木川   | 青森県        | 97.2             | 140,900,000             | 510                   | 津軽白神湖 | 国土交通省 | 2016年 |            |
| 8    | 湯田ダム   | 北上川   | 和賀川   | 岩手県        | 89.5             | 114,160,000             | 630                   | 錦秋湖     | 国土交通省 | 1964年 | ダム湖百選 |
| 9    | 寒河江ダム | 最上川   | 寒河江川 | 山形県        | 112.0            | 109,000,000             | 340                   | 月山湖     | 国土交通省 | 1990年 | ダム湖百選 |
| 9    | 七ヶ宿ダム | 阿武隈川 | 白石川   | 宮城県        | 90.0             | 109,000,000             | 410                   | 七ヶ宿湖   | 国土交通省 | 1991年 | ダム湖百選 |